# Анджела Леттьєр
Анджела Леттьєр (англ. Angela Lettiere; нар. 4 квітня 1972) — колишня американська тенісистка.
Найвищу одиночну позицію світового рейтингу — 220 місце досягла 20 лютого, 1995, парну — 40 місце — 23 грудня, 1996 року.
Найвищим досягненням на турнірах Великого шолома було 3 коло в парному розряді.

## Фінали Туру WTA

### Парний розряд (0-1)
| Результат | Дата               | Турнір                | Рівень              | Покриття | Партнерка  | Суперниці                 | Рахунок  |
| --------- | ------------------ | --------------------- | ------------------- | -------- | ---------- | ------------------------- | -------- |
| Поразка   | Ameritech Cup 1996 | Ameritech Cup, Чикаго | Турніри WTA Tier II | Килим    | Нана Міяґі | Ліза Реймонд Ренне Стаббс | 1–6, 1–6 |

## Фінали ITF
| турніри $50,000 |
| турніри $25,000 |
| турніри $10,000 |

### Парний розряд: 10 (6–4)
| Результат | Ранг | Дата           | Турнір                                     | Покриття | Партнерка       | Суперниці                              | Рахунок            |
| --------- | ---- | -------------- | ------------------------------------------ | -------- | --------------- | -------------------------------------- | ------------------ |
| Перемога  | 1.   | 20 червня 1994 | Гілтон-Гед-Айленд (Південна Кароліна), США | Ґрунт    | Стейсі Шеппард  | Крістіна Бранді Карін Міллер           | 4–6, 6–2, 7–6      |
| Поразка   | 1.   | 4 липня 1994   | Індіанаполіс, США                          | Тверде   | Віра Вітельс    | Крістіна Бранді Карін Міллер           | 2–6, 6–4, 6–7      |
| Поразка   | 2.   | 14 серпня 1995 | Феєтвілл, США                              | Тверде   | Карін Міллер    | Еллі Гакамі Стефані Ріс                | 0–6, 5–7           |
| Перемога  | 2.   | 4 грудня 1995  | Сержі (Валь-д'Уаз), Франція                | Тверде   | Коріна Мораріу  | Даллі Рандріантефі Наташа Рандріантефі | 6–3, 7–5           |
| Перемога  | 3.   | 27 січня 1996  | Мішен (Техас), США                         | Тверде   | Коріна Мораріу  | Шеннен Маккарті Джулі Стівен           | 7–6(9–7), 6–2      |
| Перемога  | 4.   | 17 лютого 1996 | Мідленд (Мічиган), США                     | Тверде   | Коріна Мораріу  | Катріна Адамс Деббі Грем               | 7–6(7–4), 7–6(8–6) |
| Поразка   | 3.   | 19 травня 1996 | Афіни, Греція                              | Ґрунт    | Коріна Мораріу  | Лізель Губер Хрістіна Пападакі         | 5–7, 2–6           |
| Поразка   | 4.   | 7 жовтня 1996  | Седона, США                                | Тверде   | Шеннен Маккарті | Катріна Адамс Деббі Грем               | 4–6, 1–6           |
| Перемога  | 5.   | 8 грудня 1996  | Сержі (Валь-д'Уаз), Франція                | Тверде   | Мейлен Ту       | Кірстін Фрає Нелле ван Лоттум          | 6–4, 2–6, 6–4      |
| Перемога  | 6.   | 10 лютого 1997 | Мідленд (Мічиган), США                     | Тверде   | Нана Міяґі      | Ліндсей Лі-Вотерс Джанет Лі            | 6–3, 6–2           |